# Tadd Dameron
    Tadd Dameron (Cleveland, 1917. február 21. – New York, 1965. március 8.), amerikai dzsesszzongorista, hangszerelő, zeneszerző.

## Pályafutása
A legnagyobb hatással George Gershwin és Duke Ellington volt rá. Dameron a bebop korszak legjelentősebb hangszerelője volt, de swing- és hard bop-zenészek számára is dolgozott. Az általa hangszereltek között szerepelt Count Basie, Artie Shaw, Jimmie Lunceford, Dizzy Gillespie, Billy Eckstine és Sarah Vaughan is. 1940-41-ben a Kansas Citybeli Harlan Leonard és Rockets zenekar zongoristája, egyben hangszerelője volt. A dalszövegíró Carl Sigmannel ő írta az „If You Could See Me Now”-t Sarah Vaughannak.
Az 1940-es évek végén Dameron feldolgozásokat készített Dizzy Gillespie big bandjének, akik 1948-ban a Carnegie Hallban mutatták be „Soulphony in Three Hearts” című nagyzenekari darabját. Ugyancsak 1948-ban Dameron saját New York-i együttesét vezette, amelyben Fats Navarro is szerepelt. A következő évben egy párizsi jazzfesztiválon játszott Miles Davisszel. 1961-től Milt Jackson, Sonny Stitt és Blue Mitchell hangszerelője volt.
Az 1940-es évek végén és az 1950-es években Fats Navarro, Miles Davis, Dexter Gordon, Sonny Rollins, Wardell Gray és Clifford Brown zenészpartnere volt. 1957-es "Mating Call" című kompozícióiban John Coltrane szerepelt.
Dameron kábítószer-függő lett karrierje vége felé. 1957-ben és 1958-ban le is tartóztatták, ezeket egy szövetségi börtönkórházban ülte le (1959–1960).
48 éves korában rákban halt meg.

## Albumok
- 1948: The Dameron Band
- 1949: Anthropology
- 1949: Cool Boppin'
- 1949: The Miles Davis & Dameron Quartet in Paris – Festival International du Jazz
- 1953: A Study in Dameronia
- 1956: Fontainebleau
- 1956: Mating Call & John Coltrane
- 1962: The Magic Touch
- 1995: The Complete Blue Note & Capitol Recordings of Fats Navarro & Tadd Dameron

## Elismerések
- Az 1980-as években Philly Joe Jones dobos és Don Sickler trombitás megalapította a Dameronia zenekart, és Tadd Dameron szerzeményeket adtak elő.
- Dexter Gordon szaxofonos Dameront a bebop romantikusának nevezte.
- Scott Yanow zenekritikus Dameront a bop-korszak meghatározó hangszerelőjének/zeneszerzőjének nevezte.